# IShowSpeed
Darren Jason Watkins Jr. známější jako IShowSpeed nebo pouze Speed (* 21. ledna 2005, Cincinnati) je americký youtuber a rapper. Nejvíce se proslavil jako streamer, převážně hraním her, jako jsou FIFA, Fortnite a Roblox.

## Kariéra

### YouTube kariéra
Svůj kanál na YouTube, na němž začal nahrávat herní videa, si založil v roce 2016. Kolem prosince 2017 začal streamovat a častěji nahrávat videa her NBA 2K13 a Fortnite Battle Royale. Počet odběratelů jeho kanálu vzrůstal v rozmezí několika měsíců, až v dubnu roku 2021 dosáhl 100 000 odběratelů. O několik měsíců později kanál získal další odběratele, jejichž počet přesáhl milion a o rok později jich již bylo 10 milionů. V srpnu roku 2023 pak překonal 20 milionů odběratelů. V prosinci 2022 na galavečeru Streamy Awards získal ocenění v kategorii Breakout Streamer, stejné ocenění získal i o rok později.
Svoji fanouškovskou základnu si vybudoval především svým svérázným chováním při hře videoher, které vyústilo až k jeho zablokování přístupu ve hře Valorant.
Dne 17. června 2023 se po mnoha neúspěšných pokusech setkal se svým idolem Cristianem Ronaldem, které mělo velký mediální ohlas.
Dne 10. ledna 2025 oznámil, že se chystá na turné po Jižní Americe. Během svého turné v Peru byl 28. ledna na hodinu prohlášen starostou města Lima Rafaelem Lópezem Aliagou za čestného starostu města, který ho zároveň prohlásil za „velvyslance Limy“.

#### Působení ve World Wrestling Entertainment
Dne 7. dubna 2024 se objevil během druhé noci ve wrestlingové akci WrestleMania XL pořádané společností WWE. Vystoupil v převleku láhve od nápoje Prime během zápasu o WWE United States Championship mezi úřadujícím šampionem Loganem Paulem, Kevinem Owensem a Randy Ortonem, který mu nasadil svůj chvat RKO na stůl komentátorů.
Později se objevil v epizodě Raw z 29. dubna 2024, oznámil výběr zápasníků do rosteru Raw, zatímco Paul Heyman oznámil výběr do rosteru SmackDown.
Dne 1. února 2025, během akce Royal Rumble nastoupil do stejnojmenného zápasu, ve kterém pomohl vyřadit Otise. Následně jej však vyřadil Bron Breakker.

### Hudební kariéra
V srpnu 2021 vydal svůj první singl „Dooty Booty“. Tento singl se proslavil především na platformách YouTube a TikTok. V listopadu téhož roku vydal singl „Shake“, který na YouTube měl přes 161 milionů zhlédnutí. V roce 2022 vydal písně „Ronaldo (Sewey)“ a „World Cup“, která byla napsaná k příležitosti konání Mistrovství světa ve fotbale 2022. V červenci roku 2023 s touto písničkou vystoupil v Portugalsku na akci Rolling Loud.
V březnu 2024 vydal čtyři nové písně pro své nové EP Trip 2 Brazil.

### Filantropie
V únoru 2023 věnoval více než 50 000 dolarů obětem zemětřesení v Turecku a Sýrii.
V prosinci 2023 se utkal s youtuberem KSI na charitativním boxerském sparringu po ročním žertovném soupeření. Vybrali spolu přes 50 000 liber pro nadaci Anthonyho Walkera. Mimo jiné se pravidelně účastní charitativních fotbalových zápasů.

## Diskografie

### EP
- Trip 2 Brazil (2024)

### Singly
| Název                           | Rok  | Album    |
| ------------------------------- | ---- | -------- |
| "Dooty Booty"                   | 2021 | Bez alba |
| "Shake"                         | 2021 | Bez alba |
| "God Is Good"                   | 2022 | Bez alba |
| "Ronaldo (Sewey)"               | 2022 | Bez alba |
| "World Cup"                     | 2022 | Bez alba |
| "Dogs" (společně s Kai Cenat)   | 2023 | Bez alba |
| "Portuginies"                   | 2023 | Bez alba |
| "Come My Way"                   | 2023 | Bez alba |
| "Monkey"                        | 2024 | Bez alba |
| "Amar de" (s Kevinem O Chrisem) | 2024 | Bez alba |
| "Higher"                        | 2025 | Bez alba |
| "Fight to Win"                  | 2025 | Bez alba |
| "Bailar"                        | 2025 | Bez alba |
| "Big Girls"                     | 2025 | Bez alba |
| "Headshot / Gas in the Truck"   | 2025 | Bez alba |

## Filmografie

### Filmy
| Rok  | Název             | Role     | Poznámky |
| ---- | ----------------- | -------- | -------- |
| 2024 | The Sidemen Story | Sám sebe | [ 18 ]   |

### Videoklipy
| Rok  | Název           | Spolupráce s                             | Role     | Poznámky |
| ---- | --------------- | ---------------------------------------- | -------- | -------- |
| 2022 | "Let's Go"      | Tion Wayne feat. Aitch                   | Sám sebe | [ 19 ]   |
| 2022 | "Don't Lie"     | A1 x J1 feat. Nemzzz                     | Sám sebe | [ 20 ]   |
| 2024 | "Where Do I Go" | Vikkstar, Nicky Romero, Alpharock a Oaks | Sám sebe |          |

## Nominace a ocenění
| Rok  | Ocenění               | Kategorie                                  | Výsledek  | Poznámky |
| ---- | --------------------- | ------------------------------------------ | --------- | -------- |
| 2022 | Streamy Awards        | Streamer of the Year                       | Nominován | [ 21 ]   |
| 2022 | Streamy Awards        | Breakout Streamer                          | Výhra     | [ 21 ]   |
| 2023 | Streamy Awards        | Streamer of the Year                       | Nominován | [ 22 ]   |
| 2023 | Streamy Awards        | Breakout Streamer                          | Výhra     | [ 22 ]   |
| 2024 | The Streamer Awards   | Get Off Your A** Award (Best IRL Streamer) | Výhra     |          |
| 2024 | The Streamer Awards   | Best International Streamer                | Výhra     |          |
| 2024 | GOAL Champions Awards | Streamer of the Year                       | Výhra     |          |
| 2025 | Kids' Choice Awards   | Favorite Gamer                             | Výhra     |          |